# فلورنس ویدور
فلورنس ویدور (انگلیسی: Florence Vidor; ۲۳ ژوئیهٔ ۱۸۹۵ – ۳ نوامبر ۱۹۷۷) هنرپیشه اهل ایالات متحده آمریکا بود.

## بخشی از فیلمشناسی
- داستان دو شهر (۱۹۱۷)
- جان‌فروشی (۱۹۲۳)
- میهن‌پرست (۱۹۲۸)